# Pustularia globulus
Pustularia globulus là một loài ốc biển, là động vật thân mềm chân bụng sống ở biển trong họ Cypraeidae, họ ốc sứ
Có một phân loài: Pustularia globulus marerubra Lorenz, 2009

## Phân bố
Chúng phân bố ở Biển Đỏ và ở Ấn Độ Dương dọc theo Aldabra, Chagos, Kenya, Madagascar, vùng bể Mascarene, Mauritius, Réunion, Seychelles, và Tanzania.

## Liên kết ngoài

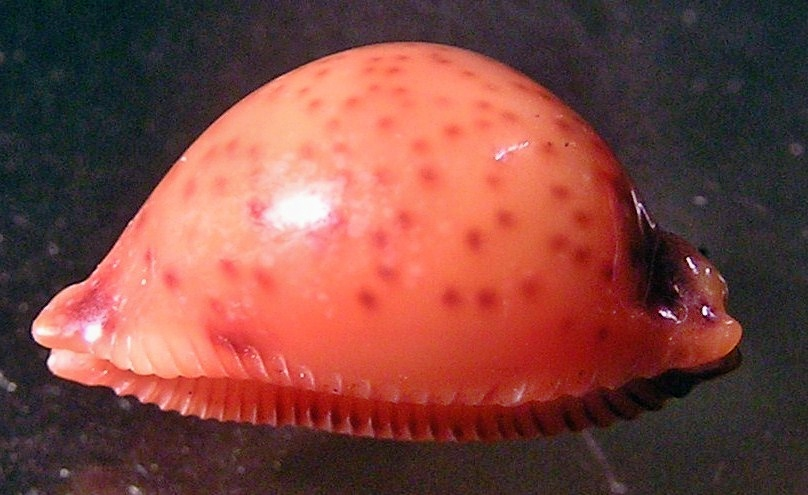
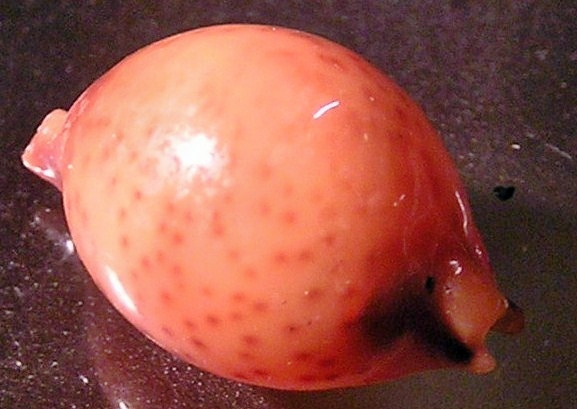